# Kryterium Asów Polskich Lig Żużlowych im. Mieczysława Połukarda 2005
Kryterium Asów Polskich Lig Żużlowych im. Mieczysława Połukarda 2005 – 24. edycja turnieju żużlowego poświęconego pamięci polskiego żużlowca, Mieczysława Połukarda odbył się 28 marca 2005. Zwyciężył Norweg Rune Holta.

## Wyniki
- 28 marca 2005 (poniedziałek), Stadion Polonii Bydgoszcz
- NCD: Piotr Protasiewicz - 63,34 w wyścigu 10
- Sędzia: Józef Piekarski

| Msc. | Zawodnik                  | Klub         | Pkt  |               |  |
| ---- | ------------------------- | ------------ | ---- | ------------- |  |
| 1    | (4) Rune Holta            | Norwegia     | 12+3 | (0,3,3,3,3)   |  |
| 2    | (3) Krzysztof Kasprzak    | Leszno       | 12+2 | (1,3,3,3,2)   |  |
| 3    | (6) Mariusz Staszewski    | Zielona Góra | 11   | (2,3,1,2,2)   |  |
| 4    | (5) Piotr Protasiewicz    | Bydgoszcz    | 10   | (3,2,3,d,2)   |  |
| 5    | (11) Jarosław Hampel      | Wrocław      | 10   | (3,2,3,1,1)   |  |
| 6    | (10) Robert Sawina        | Bydgoszcz    | 10   | (1,2,2,2,3)   |  |
| 7    | (2) Grzegorz Walasek      | Częstochowa  | 9    | (2,0,2,2,3)   |  |
| 8    | (12) Wiesław Jaguś        | Toruń        | 8    | (2,2,1,3,d)   |  |
| 9    | (1) Jacek Krzyżaniak      | Bydgoszcz    | 7    | (3,0,2,w,2)   |  |
| 10   | (7) Tomasz Jędrzejak      | Ostrów Wlkp. | 7    | (1,1,1,2,2)   |  |
| 11   | (9) Robert Kościecha      | Gdańsk       | 6    | (0,3,2,0,1)   |  |
| 12   | (8) Robert Miśkowiak      | Wrocław      | 5    | (0,1,1,3,0)   |  |
| 13   | (13) Andrzej Huszcza      | Zielona Góra | 5    | (3,1,0,0,1)   |  |
| 14   | (14) Michał Robacki       | Bydgoszcz    | 4    | (2,1,0,1,0)   |  |
| 15   | rez. Krzysztof Buczkowski | Bydgoszcz    | 2    | (1,0,0,1,0)   |  |
| 16   | (15) Adrian Miedziński    | Toruń        | 2    | (wsu,0,0,1,1) |  |
| 17   | (16) Rafał Okoniewski     | Zielona Góra |      | (u/-)         |  |

Bieg po biegu
1. [64,34] Krzyżaniak, Walasek, Kasprzak, Holta
2. [64,03] Protasiewicz, Staszewski, Jędrzejak, Miśkowiak
3. [64,38] Hampel, Jaguś, Sawina, Kościecha
4. [64,88] Huszcza, Robacki, Buczkowski, Miedziński Buczkowski za Okoniewskiego
5. [64,19] Kościecha, Protasiewicz, Huszcza, Krzyżaniak
6. [63,47] Staszewski, Sawina, Robacki, Walasek
7. [63,50] Kasprzak, Hampel, Jędrzejak, Miedziński
8. [64,19] Holta, Jaguś, Miśkowiak, Buczkowski Buczkowski za Okoniewskiego
9. [63,72] Hampel, Krzyżaniak, Staszewski, Buczkowski Buczkowski za Okoniewskiego
10. [63,34] Protasiewicz, Walasek, Jaguś, Miedziński
11. [64,63] Kasprzak, Kościecha, Miśkowiak, Robacki
12. [64,75] Holta, Sawina, Jędrzejak, Huszcza
13. [65,88] Jaguś, Jędrzejak, Robacki, Krzyżaniak
14. [65,22] Miśkowiak, Walasek, Hampel, Huszcza
15. [64,62] Kasprzak, Sawina, Buczkowski, Protasiewicz Buczkowski za Okoniewskiego
16. [65,15] Holta, Staszewski, Miedziński, Kościecha
17. [64,18] Sawina, Krzyżaniak, Miedziński, Miśkowiak
18. [65,69] Walasek, Jędrzejak, Kościecha, Buczkowski Buczkowski za Okoniewskiego
19. [64,37] Kasprzak, Staszewski, Huszcza, Jaguś
20. [64,81] Holta, Protasiewicz, Hampel, Robacki
21. Wyścig dodatkowy o 1. miejsce: [64,94] Holta i Kasprzak